# Boisleux-au-Mont
Boisleux-au-Mont é uma comuna francesa na região administrativa de Altos da França, no departamento de Pas-de-Calais. Estende-se por uma área de 4,66 km². Em 2010 a comuna tinha 524 habitantes (densidade: 112,4 hab./km²).